# Списак, Михал
Михал Списак (пол. Michał Spisak; 14 сентября 1914, Домброва-Гурнича — 29 января 1965, Париж) — польский композитор.
Окончил консерваторию в Катовице (1937) у Юзефа Цетнера (скрипка) и Александра Брахоцкого (композиция), получив стипендию для продолжения обучения в Париже у Нади Буланже. В Париже Списак прожил всю оставшуюся жизнь, хотя и поддерживал тесную связь с родиной. Он входил в группу польских композиторов, работавших в Париже, наряду с Антонием Шаловским и Симоном Лаксом.
Широкое признание пришло к Списаку в середине 1950-х гг., когда он дважды подряд, в 1953 и 1957 гг., стал лауреатом Конкурса имени королевы Елизаветы. Кроме того, в 1955 г. в Монако Списак выиграл международный конкурс на официальный гимн Олимпийских игр, в котором участвовало 387 претендентов из 39 стран. Гимн Списака звучал на Летних и Зимних Олимпийских играх 1956 года, однако затем Международный Олимпийский комитет принял решение утвердить в качестве официального Олимпийского гимна гимн Олимпиады 1896 года, написанный греческим композитором Спиросом Самарасом.